# I Liceum Ogólnokształcące im. Tadeusza Kościuszki w Busku-Zdroju
Liceum Ogólnokształcące im. Tadeusza Kościuszki – liceum ogólnokształcące mieszczące się w Busku-Zdroju, przy Alei Mickiewicza nr 13.

## Historia
Szkoła została powołana do życia w 1918 r. w Stopnicy staraniem miejscowej ludności i lokalnego Koła Polskiej Macierzy Szkolnej. Na początku było to ośmioklasowe gimnazjum, do którego uczęszczali uczniowie ze Stopnicy oraz okolicznych miast i wiosek. Pierwsze zajęcia odbyły się 1 września 1918 r. Do nauki przystąpiło 80 uczniów. Placówką kierował Władysław Szychulski.
W 1920 r. narastające kłopoty finansowe gimnazjum rozwiązał Sejmik Powiatowy w Busku przejmując szkołę i dofinansowując ją z własnych środków. 1 września 1920 roku na dyrektora został powołany historyk Michał Kińczyk, osobisty przyjaciel premiera Wincentego Witosa. W 1923 r. dyrektor Kińczyk doprowadził do przekształcenia szkoły w placówkę koedukacyjną i od 1 września 1923 r. w gimnazjalnych ławkach zasiadły również dziewczęta. W tym samym roku odwiedzający rejon Stopnicy premier rządu Wincenty Witos złożył oficjalną wizytę w placówce.
Na początku lat trzydziestych narastał kryzys ekonomiczny. Malała liczba uczniów, rosły koszty utrzymania placówki – pojawiła się groźba zamknięcia szkoły. By temu zapobiec, Sejmik Powiatowy pod przewodnictwem ówczesnego starosty Feliksa Tarnogórskiego 30 stycznia 1933 r. podjął decyzję o przeniesieniu szkoły ze Stopnicy do Buska. Szkołę uruchomiono w gmachu przy ówczesnej al. 3 Maja, dzisiejszej Mickiewicza, w budynku, który Starostwo Powiatowe otrzymało od Józefy Majewskiej z Honowskich.
W 1934 r. szkole zostało nadane imię marszałka Józefa Piłsudskiego. W tym samym okresie w Polsce przeprowadzana była reforma szkolnictwa. W jej ramach w buskiej szkole utworzono 4-letnie gimnazjum i 2-letnie liceum z wydziałami humanistycznym i matematyczno-fizycznym. Systematycznie rosnąca liczba uczniów przyczyniła się do stworzenia na jej potrzeby internatu w wydzierżawionej willi Wersal przy ulicy Mickiewicza.
Po wybuchu w 1939 r. wojny Niemcy zamknęli buskie liceum i gimnazjum 6 listopada 1939 r. Mury szkoły zajęło niemieckie starostwo. Nauka jednakże była kontynuowana w ramach tajnych kompletów, pod kierownictwem Józefa Lisaka. Po wycofaniu się Niemców, na początku 1945 r., szkołę upaństwowiono, a na nowego dyrektora powołano Władysława Godzwona i rozpoczęto przygotowania do otwarcia roku szkolnego 1945/46.
W czerwcu 2003 r., podczas VI Zjazdu Absolwentów, w holu II piętra nowego budynku szkoły, odsłonięta została na ścianie tablica pamiątkowa poświęcona wieloletniemu nauczycielowi i wychowawcy Stanisławowi Bielowi „Bacy”. W czerwcu 2008 r., podczas VII Zjazdu Absolwentów, w holu parteru starego budynku szkoły, odsłonięta została druga tablica pamiątkowa, poświęcona wybitnemu pedagogowi Januszowi Bożydarowi Daniewskiemu „Cyrusowi”. 

## Osoby związane ze szkołą

### Dyrektorzy szkoły
- Władysław Szychulski (1918–1920)
- Michał Kińczyk (1920–1923)
- Henryk Paniewski (1923–1925)
- Bronisław Oszubski (1925–1926)
- Tadeusz Dybczyński (1926–1928)
- Adam Wilusz (1928–1935)
- Stanisław Rączka (1935–1939)
- Józef Lisak (1939–1945)
- Władysław Godzwon (1945–1966)
- Bogdan Orłowski (1966–1984)
- Henryk Moćko (1984–1991)
- Lucjan Defratyka (1991–2002)
- Jarosław Dębicki (2002–2007)
- Tomasz Galant (2008–2022)[2]
- Ewelina Szymczyk-Krzemińska (od 2022)[3]

### Absolwenci szkoły
- Wojciech Belon – 1971 – poeta, pieśniarz
- Grzegorz Gzyl – 1982 – aktor filmowy i teatralny.
- Krystyna Jamroz – 1939 – polska śpiewaczka operowa (sopran dramatyczny).
- Adam Jarubas – 1993 – działacz PSL, marszałek Sejmiku Świętokrzyskiego od 2006 r.
- Andrzej Kaleta – 1976 – duchowny rzymskokatolicki, doktor nauk humanistycznych, biskup pomocniczy kielecki.
- Grażyna Kulawik – 1973 – „Zajączek”, żeński głos Wolnej Grupy Bukowina
- Jacek Kuza – 1982 – prawnik, mistrz świata w wędkarstwie rzutowym (World Games 2001, Akita, Japonia), członek kadry narodowej, aktualny rekordzista Polski w pięcioboju: 555,135pkt.
- Bożentyna Pałka-Koruba – 1972 – wojewoda świętokrzyski od 29.11.2007 r.
- Adam Tański – 1963 – polityk, ekonomista, minister w rządzie